# Schöpplenberg

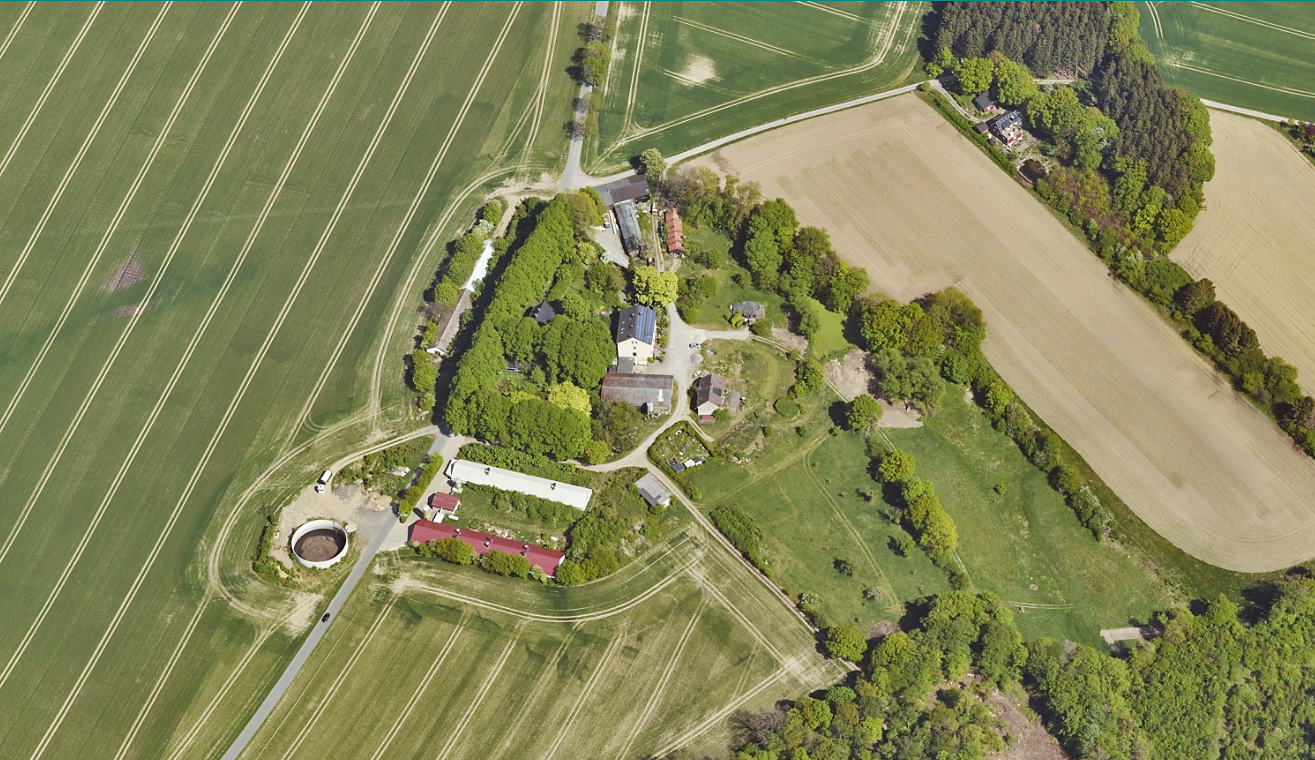
Hofschaft Schöpplenberg

Schöpplenberg ist eine Hofschaft in Breckerfeld im Ennepe-Ruhr-Kreis im Regierungsbezirk Arnsberg in Nordrhein-Westfalen (Deutschland).

## Lage und Beschreibung
Schöpplenberg liegt im Nordwesten des Breckerfelder Stadtgebietes auf 399 Meter über Normalnull im Bezirk Waldbauer an der Stadtgrenze zu Hagen westlich von Zurstraße. Weitere Nachbarorte sind Vorwerk, Peddinghausen, Siepen, Sundern, Sürk, Am Neuenhause, Heide, Eicken und Möcking.
Das Gut liegt an einer Verbindungsstraße zwischen Zurstraße und dem Hagener Ortsteil Hasperbach. Der Hemker Bach, ein Zufluss des Hasper Bachs entspringt auf dem Gut. Südlich erhebt sich im Schöpplenberger Wald mit 409,8 Meter über Normalnull der Berg Sieperkopf. Das Waldgebiet liegt im direkten Einzugsbereich der nahen Hasper Talsperre. Mehrere Kohlenmeilerplätze im Wald sind als Bodendenkmal unter Schutz gestellt.
Überregional bekannt ist Schöpplenberg durch eine große Schießsportanlage, die südlich im benachbarten Siepen untergebracht ist, und einen Schützenverein gleichen Namens.

## Geschichte
Schöpplenberg wurde erstmals 1050 mit in Scubilinbura als Sattelhof in einem Urbar der Reichsabtei Werden urkundlich erwähnt, vermutlich geht er aber bis vor die Zeit Karls der Großen zurück. Ihm unterstanden 31 weitere Höfe im Raum Breckerfeld, Hagen-Dahl, Lüdenscheid, Halver, Meinerzhagen, Olpe bis Sprockhövel (hier Alter Schee).
Im 13. Jahrhundert ist Schöpplenberg als Lehnshof und damit als Eigentum der Abtei Werden beurkundet. Er war Verwaltungssitz und Stätte der Hofgerichtsbarkeit, hatte also die Funktion eines klösterlichen Oberhofs. Das Hofweistum Schöpplenbergs ist bis heute erhalten.
Schöpplenberg gehörte ehemals in der Bauerschaft Waldbauer und im Amt Wetter, Kirchspiel und Gericht Hagen zur Grafschaft Mark. Laut Schatzbuch der Grafschaft Mark von 1486 hatte in der Waltburschop der Schulte to Schuppellenberge 8 Goldgulden an Abgabe zu leisten (von Werden übernommen). Im Jahre 1705 war Johan Schulte zu Schüpplenberg mit Abgaben an die Rentei Wetter und den Abt von Werden im Kataster verzeichnet.
Die Deutung des Ortsnamens kann vermutlich mit Haus des Scupilo umschrieben werden.
In Schöpplenberg befand sich eine Kapelle. Da die Gemeinde Waldbauer, zu der das Gut Schöpplenberg gehörte, über keine eigene Kirche verfügte, sondern dem Kirchspiel Hagen angehörte, fanden die Gottesdienste vermutlich dort statt.
Gegen Ende des 16. Jahrhunderts nahm der Schulte des Gutes mit seiner Familie den lutherischen Glauben an.
In der Nacht des 19. März 2009 brach ein Feuer im Haus mit der Hausnummer 3 aus, das ab 1:15 Uhr von 54 Feuerwehrleuten bekämpft wurde. Es entstand ein Sachschaden in Höhe von 150.000 Euro.